# خولمسك
خولمسك (بالروسية: Холмск) هي إحدى المدن الروسية تقع في أقصى الشرق الروسي في جزيرة سخالين، وهي إحدى الكيان الفدرالي الروسي ساخالين أوبلاست. اسم المدينة مشتق من كلمة خولم الروسية وتعني التلة في إشارة إلى التلال المحيطة بميناء المدينة.

## التاريخ
أسست المدينة عام 1870 لتكون موقعًا عسكريًا متقدمًا للقيصرية الروسية. احتل اليابانيون المدينة في الحرب العالمية الأولى عام 1904، وأطلقوا عليها اسم ماوكا (في اليابانية 真岡).
استعاد الجيش الأحمر مدينة سخالين مع باقي الجزيرة في نهاية الحرب العالمية الثانية، وتحولت إلى مركز هام وميناء للصيد البحري.
بعد انهيار الاتحاد السوفياتي شهدت ساخالين انخفاضًا كبيرًا في عدد السكان حيث كان عدد السكان عام 1989 حوالي 50,000، والآن حوالي 31,000 حسب إحصائيات عام 2006.

## توأمة
لخولمسك اتفاقيات توأمة مع:
- كوشيرو (27 أغسطس 1975 - )

## أعلام
- تاداشي ناكامورا
- لي هوسونغ